# Гронянка віргінська
Гронянка віргінська або ключ-трава вірґінська (Botrychium virginianum) — реліктовий вид рослин родини вужачкові (Ophioglossaceae), поширений у Євразії, Північній, Центральній і на півночі Південної Америки.

## Природоохоронний статус виду
Гронянка віргінська охороняється Червоною книгою України як зникаючий вид (критично-загрожуваний (CR) згідно з класифікацією IUCN). Він також включений до Червоних списків Львівської, Чернівецької та Хмельницької областей, а також Києва. 

## Наукове значення
Реліктовий вид, представлений низкою форм чи підвидів (у Європі — B. virginianum var. europaeum Ångstr. = B. virginianum subsp. europaeum (Ångstr.) Jáv .), що розділені значними диз'юнкціями.

## Походження
Гронянка віргінська у флорі України відома з часу пізнього післяльодовиків'я — Алередської осциляції ( від 13900 до 12900 тисяч років тому).

## Загальна біоморфологічна характеристика
Багаторічник 10–45(80) см заввишки. Кореневище коротке, циліндричне, м'ясисте, з багатьма м'ясистими коренями і щорічно випускає 1 лист. Листова пластина блідо-зелена, 2–4-периста, до 25 × 33 см, тонка, трав'яниста; вершина гостра або тупа. Поверхня спорів груба й віддалено бородавчаста. 2n = 184. Листки сезонні, з'являються на початку весни і вмирають наприкінці літа. 

## Ареал виду та його поширення в Україні
Гронянка віргінська — бореальний елемент флори України. Це космополітний вид з диз'юнктивним ареалом і може бути знайдений майже на кожному континенті. Загальне поширення виду включає такі країни: 
Європа: Естонія, Латвія, Литва, Російська Федерація, Україна, Австрія, Угорщина, Польща, Швейцарія, Фінляндія, Швеція, Італія, Румунія, Словенія; Азія: Азербайджан, Росія, Китай, Корея Японія; Північна Америка: Канада, США, Мексика; Південна Америка: Коста-Рика, Гватемала, Гондурас, Нікарагуа, Панама, Венесуела, Колумбія, Еквадор, Перу. 
В Україні зростає на лісових луках, серед чагарників — на Поліссі та в Лісостепу, рідко. Входить у списки регіонально рідкісних рослин м. Києва, Львівської й Чернівецької областей.
Загалом в Україні відзначено 30 місцезростань, до 1980 р.  – 28, а після 1980 р.  – 2 місцезростання. Жодна з популяцій, які існували перед 1980 р. не підтверджена на сьогодні.

## Чисельність та структура популяцій
Старі повідомлення свідчать про зростання виду поодинокими екземплярами, або групами з окремих особин. В одному з двох сучасних українських локалітетів налічувалося 9 генеративних спорофітів. Схожа ситуація спостерігалася і в наступні роки спостереження. У Білорусі знайдені як поодинокі рослини так і групи особин, що концентрувалися на кількох м². Подібне розповсюдження групами відмічено й у Тверській області Росії (Notov 2002b). Єдина польська популяція, складається з двох субпопуляцій: перша налічувала 14 рослин та біля 50 рослин інша. В Північній Росії, популяції, такі як у заповіднику «Кологривський ліс», де зростає 1000 рослин з середньою щільністю 136 екз./100 м². Генеративні рослини там домінували. Популяції з великою кількістю особин з Швеції. В Північній Америці вид зростає не великими групами особин, більшість яких було генеративного стану.

## Причини зміни чисельності
Головною причиною рідкісності представників родини вужачкових є їх реліктовий характер, що виражається у вразливості до змін довкілля та антропогенного впливу. Невеликі популяції вужачкових вразливі також до впливу будь-якого випадкового фактора, що може привести до їх зникнення. Головною загрозою для вужачкових є природна сукцесія. Види родини мало конкурентоспроможні, а їх популяції займають найчастіше невеликі ділянки (на яких якісь фактори порушують щільну дернину). Тож вони легко випадають внаслідок ущільнення травостою. Відмічено, що Ophioglossaceae це рослини, яким властива к-стратегія – тобто колонізація короткий час наявних біотопів. Одиницями розповсюдження є легкі, придатні до рознесення вітром спори що не мають великої витривалості. Утворення та підтримання популяції залежить від придатності заселеної ділянки, контакту з грибним симбіонтом, а також підтримання біотопа відкритим внаслідок якихось порушень, так як дані виду є низько конкурентоспроможними, проте добре поширюються на значні відстані. B. lunaria, імовірно, зник з багатьох рівнинних сайтів Північної Америки перед 1930, проте це зникнення продовжується, зокрема в Новій Англії, внаслідок заростання біотопів чагарниками. Однак, в Україні та Польщі види родини часто спостерігаються у лісах, зокрема, заплавних та соснових. На жаль, в більшості повідомлень про загрози видам родини бракує даних регулярного моніторингу. В таких умовах усі висновки щодо  впливу сукцесії та режиму активної охорони в випадку Ophioglossaceae треба сприймати обережно. Окрім того, деякі автори прямо стверджують що конкретні методи охорони видів даної родини не розроблені. На думку американських дослідників, без заходів активної охорони (які, втім мають бути добре розроблені, а також перевірені) охорона вужачкових не буде ефективною. Проте будь-які заходи чи дослідження мають бути добре обґрунтованими. Інша загроза надходить від копитних тварин чи рослиноїдних безхребетних. Кількість спроносних спорофітів може обмежувати також сухий сезон. Антропогенний вплив, такий як заліснення сухих лук, створення монокультур, та розорювання травостою під час посадки лісу на вирубках також становить загрозу. Велику загрозу становить знищення наявних та потенційних місцезростань в тому числі зарезервованих під створення об’єктів ПЗФ. Деструктивний вплив вирубки дерев показаний для України, Білорусі та Польщі. Деструкція біотопів є одним з факторів що робить внесок в скорочення чисельності популяції в розвиток популяції гронянки віргінської. Одна популяція в Польщі була повністю зруйнована внаслідок вирубки та заліснення. Деструктивний вплив був зафіксований в Білорусі та Україні. Ідентифіковані загрози для близького виду - гронянки півмісяцевої B. lunaria включають посуху, пожежу, заготівлю деревини, збір, вплив гербіцидів, рослиноїдних тварин, екзотичних дощових черв’яків та лісову сукцесію. Локально перевипас може бути впливовим фактором. Що стосується випалювання та заготівлі сіна то з цього приводу для України немає даних, проте такі вплив можуть бути небезпечними для чутливих рослин.

## Умови місцезростання
B. virginianum в Україні вважається бореальною рослиною вологих лук та лісів. Згідно з даними українських дослідників, вид зростає в затінених з покладами вапняку біля поверхні  або недалеко від боліт. В Україні цей вид ценотично пов’язаний з угрупованнями буку, грабу, та лісу з осики та берези пухнастої, хоча за іншими даними (Червона книга України), він асоційований з лісами дубовими та дубово-грабовими лісами, де він воліє зростати на узліссях. Вид також описаний як елемент угруповання Nardo-Callunetea (Nardetalia). Він також наводився для гірських регіонів. Проте, імовірно, йдеться про помилку, адже ці знахідки не підтверджені гербарними зборами. У одному з двох сайтів, де він зустрічається наразі, ця гронянка зростає на ділянці лісу з осики та берези пухнастої.  
Загалом, цей вид може бути знайдений в широкому спектрі рослинних угруповань. Зокрема, в Північній Європі (Швеції, Фінляндії, Росії), він росте в смерекових та соснових лісах, широколистяних масивах, краях боліт та на лісових торфовищах. У Вармінсько-Мазурському воєводстві Польщі, він знайдений у широколистяних та мішаних лісах (зокрема, навколо Ольштина), а також на узліссях таких лісів, воліючи багаті ґрунти. У Білорусі вид вважається лісо-лучним та зростає у ялиново-широколистяних, липових, тополевих та березових лісах. 
В умовах Північної Америки та Китаю гронянка віргінська воліє затінені ліси, вторинні чагарники, рідкісна або відсутня в посушливих районах; 0–3200 м н.р.м.

## Режим збереження популяцій та заходи охорони
Зважаючи на те, що для виду відомо в Україні лише дві популяції, вони мають бути під додатковою охороною. Як перший крок, має бути створений заказник в околицях сіл Углова Рудня та Зубахи (Ріпкінський район), Чернігівська область. Як другий етап, ці заказники можуть увійти в заповідну зону (Ia категорія IUCN) проектованого Дніпровського національного парку. Має бути розширений Національний парк «Північне Поділля» щоб включити описані сайти B. virginianum. 

## Розмноження та розведення у спеціально створених умовах
Згідно зі спостереженнями за цим видом, він практично не може бути пересаджений – без певних ґрунтових грибів, він не має можливості відновитися зі спор; що робить пріоритетним пошук потенційних середовищ існування.

## Господарське та комерційне значення
Декоративне, лікарське, протиотруйне

## Галерея

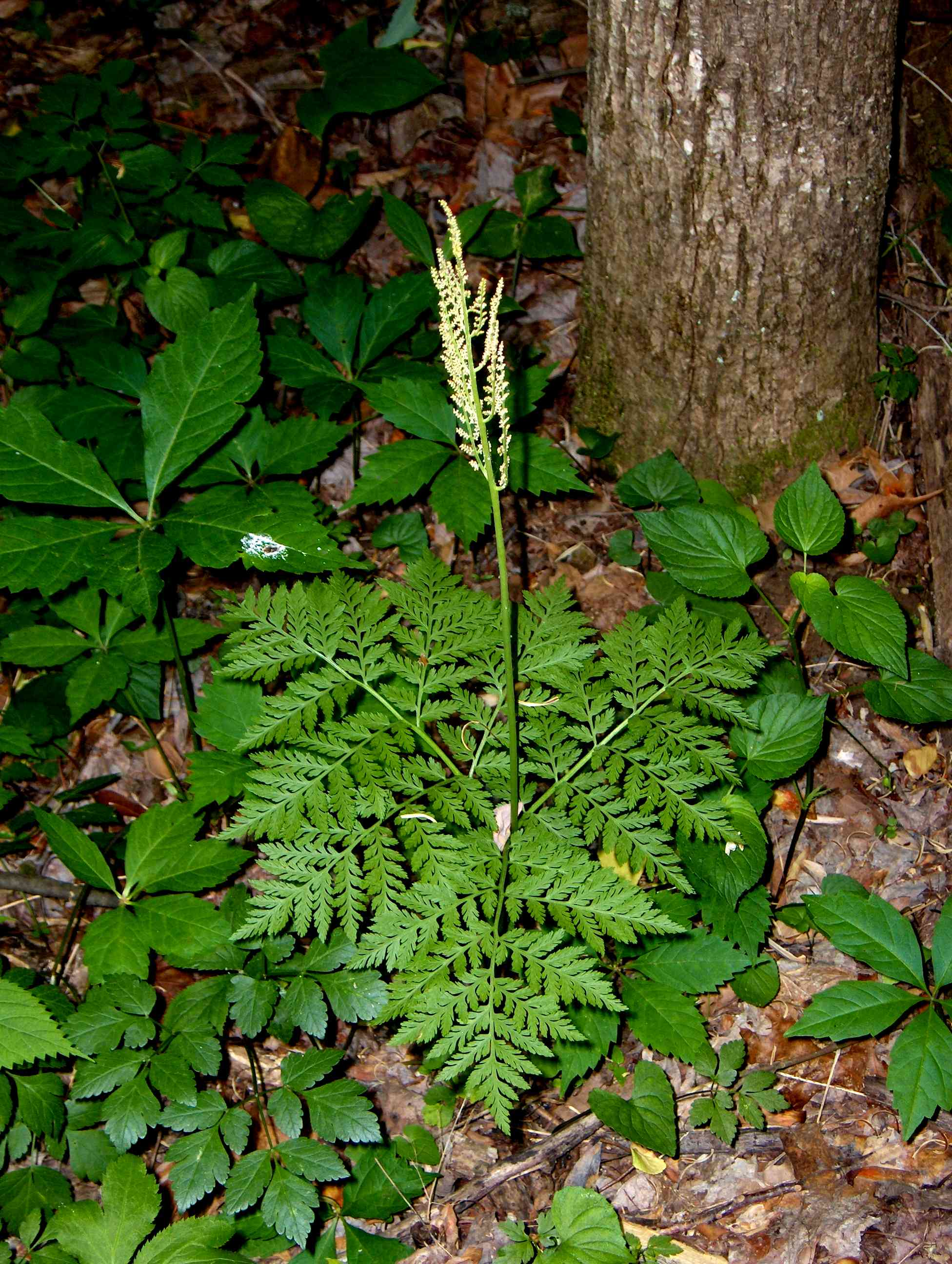
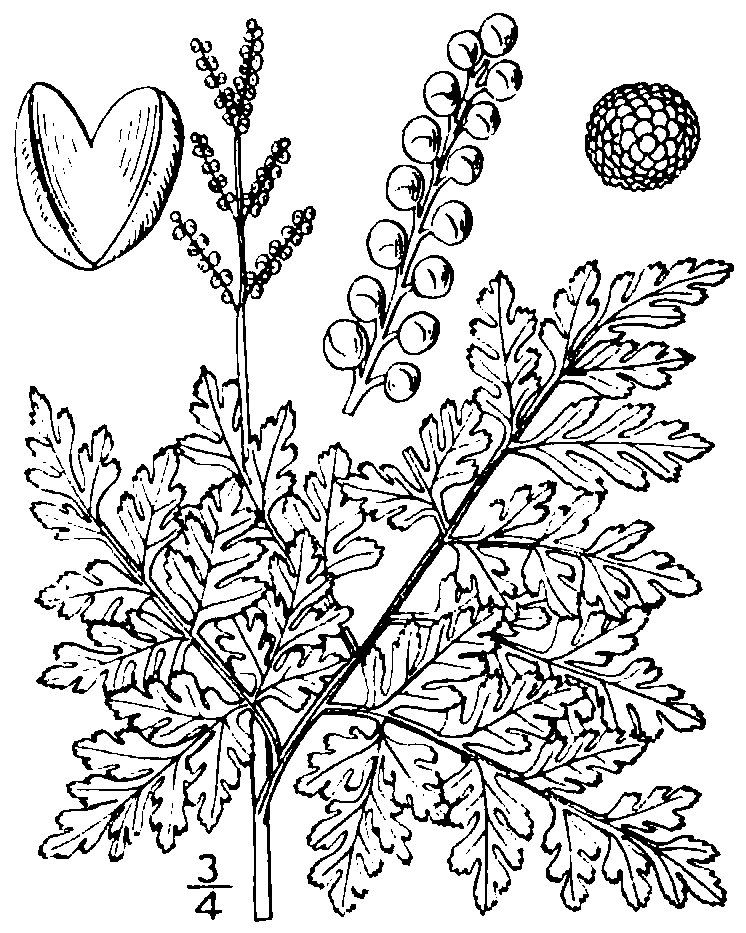